# Педро Бланко Сото
Педро Бланко Сото (ісп. Pedro Blanco Soto; 1795—1829) — болівійський політичний і державний діяч, на межі 1828 та 1829 років упродовж тижня займав пост президента країни. Його правління було перервано убивством, яке сталось у новорічну ніч в монастирі Ла-Реколетта в Сукре. Його було застрелено із гвинтівки, коли Сото намагався залишити монастир. Нині місто його убивства позначено невеликою табличкою. Був відомий своїми про-перуанськими поглядами, що офіційно вважається причиною убивства.